# アルプナハシュタット
アルプナハシュタット(Alpnachstad)は、スイスのオプヴァルデン準州の自治体アルプナハにある地名である。アルプナッハシュタートとも表記する。
フィアヴァルトシュテッテ湖に臨み、ルツェルンまでの遊覧船の船着場がある。またピラトゥス山に登るピラトゥス鉄道の始発駅もあるため、アルプナハシュタットを経由する観光客は多い。